# Алфонсо Санчез
Алфонсо Санчез (кат. Alfonso Sánchez; нар. 27 липня 1974, Андорра) — андоррський футболіст, воротар, який закінчив кар'єру в 2007 році. Захищав кольори національної збірної Андорри, у складі якої провів 6 матчів. На дорослому рівні виступав за команди «Реал» (Тапія), «Бертаміранс», «Колешята» та «Компостела».

## Виступи за збірну
За національну збірну дебютував 13 листопада 1996 року у товариському матчі проти Естонії (1:6). Це був перший офіційний матч збірної Андорри.

### Матчі за збірну
| #   | Дата       | Стадіон                         | Суперник   | Рахунок | Турнір           | Місце      | Голи | Жовта картка · Червона картка | Капітан |
| --- | ---------- | ------------------------------- | ---------- | ------- | ---------------- | ---------- | ---- | ----------------------------- | ------- |
| 01. | 13.11.1996 | «Комуналь», Андорра-ла-Велья    | Естонія    | 1—6     | Товариський матч | Андорра    |      |                               |         |
| 02. | 18.08.1999 | «Національний стадіон», Лісабон | Португалія | 4—0     | Товариський матч | Португалія |      |                               |         |
| 03. | 24.03.2001 | «Міні Естаді», Барселона        | Нідерланди | 0—5     | Відбір ЧС-2002   | Іспанія    |      |                               |         |
| 04. | 28.03.2001 | «Міні Естаді», Барселона        | Ірландія   | 0—3     | Відбір ЧС-2002   | Іспанія    |      |                               |         |
| 05. | 25.04.2001 | «Ленсдаун Роуд», Дублін         | Ірландія   | 3—1     | Відбір ЧС-2002   | Ірландія   |      |                               |         |
| 06. | 05.06.2004 | «Альфонсо Перес», Хетафе        | Іспанія    | 4—0     | Товариський матч | Іспанія    |      |                               |         |